# Amandine Leynaud
Amandine Suzanne Monique Leynaud, född 2 maj 1986 i Aubenas, är en fransk handbollsmålvakt, som spelar för Győri ETO KC och Frankrikes landslag.

## Klubbkarriär
Elitkarriären började i den franska klubben Metz HB som Leynaud spelade för 2004–2012 innan proffskarriären utomlands. Det var då Frankrikes ledande klubb och tog hem flera franska mästerskapstitlar. I Frankrike utsågs Leynaud som bästa målvakt i franska ligan 2009, 2010 and 2011.
Inför säsongen  2012–2013 skrev Leynaud på för rumänska toppklubben CS Oltchim Râmnicu Vâlcea, men kunde inte spela på grund av ledbandsskada i höger ankel som hon ådrog sig i augusti 2012. Skadan krävde operativ behandling. Klubben CS Oltchim Râmnicu Vâlcea upplöstes i slutet av säsongen på grund av ekonomiska problem.
Från 2013 till 2018 spelade hon för ŽRK Vardar. Med Vardar spelade hon Final Four i Champions League fem gånger i rad. De slutade trea tre gånger och nådde finalen 2 gånger, 2017 och 2018. 2018 bytte hon klubb till Győri ETO KC i Ungern. Hon har sedan vunnit EHF Champions League 2019 med Györ.

## Landslagskarriär
Amandine Leynaud debuterade i franska landslaget den 14 november 2005 mot Tyskland. Hon spelade sitt första mästerskap i VM 2007. Med Frankrike vann hon sedan silver i VM 2009 och VM 2011. Ankelskadan 2012 orsakade att Leynaud missade 2012 års EM. Nästa medalj i mästerskapen dröjde till 2016 vid EM i Sverige då Frankrike tog hem bronset. Sedan följde VM 2017 i Tyskland då Frankrike vann världsmästartiteln. Året efter 2018 vann hon EM-guld med landslaget.
Leynaud deltog i OS 2008, 2012, 2016 och vann en silvermedalj 2016, slutade femma 2008 and 2012. Största framgången kom i OS 2020 då hon vann guld i Tokyo.

## Meriter i urval
- EHF Champions League: 2019
- Fransk mästare: 2005, 2006, 2007, 2008, 2009, 2011
- Fransk cupmästare: 2010
- Ungersk mästare: 2019, 2022, 2023
- Ungersk cupmästare: 2019, 2021

### Individuella utmärkelser
- MVP i Champions Leagues Final Four 2018
- All Star-målvakt i EM 2018[10]

- Riddare av Nationalförtjänstorden,  30 november 2016[11]
- Riddare av Hederslegionen,  8 september 2021[12]

[Redigera Wikidata]